# Corydalis cheilanthifolia
Corydalis cheilanthifolia är en vallmoväxtart som beskrevs av William Botting Hemsley. Corydalis cheilanthifolia ingår i släktet nunneörter, och familjen vallmoväxter. Inga underarter finns listade i Catalogue of Life.

## Bildgalleri

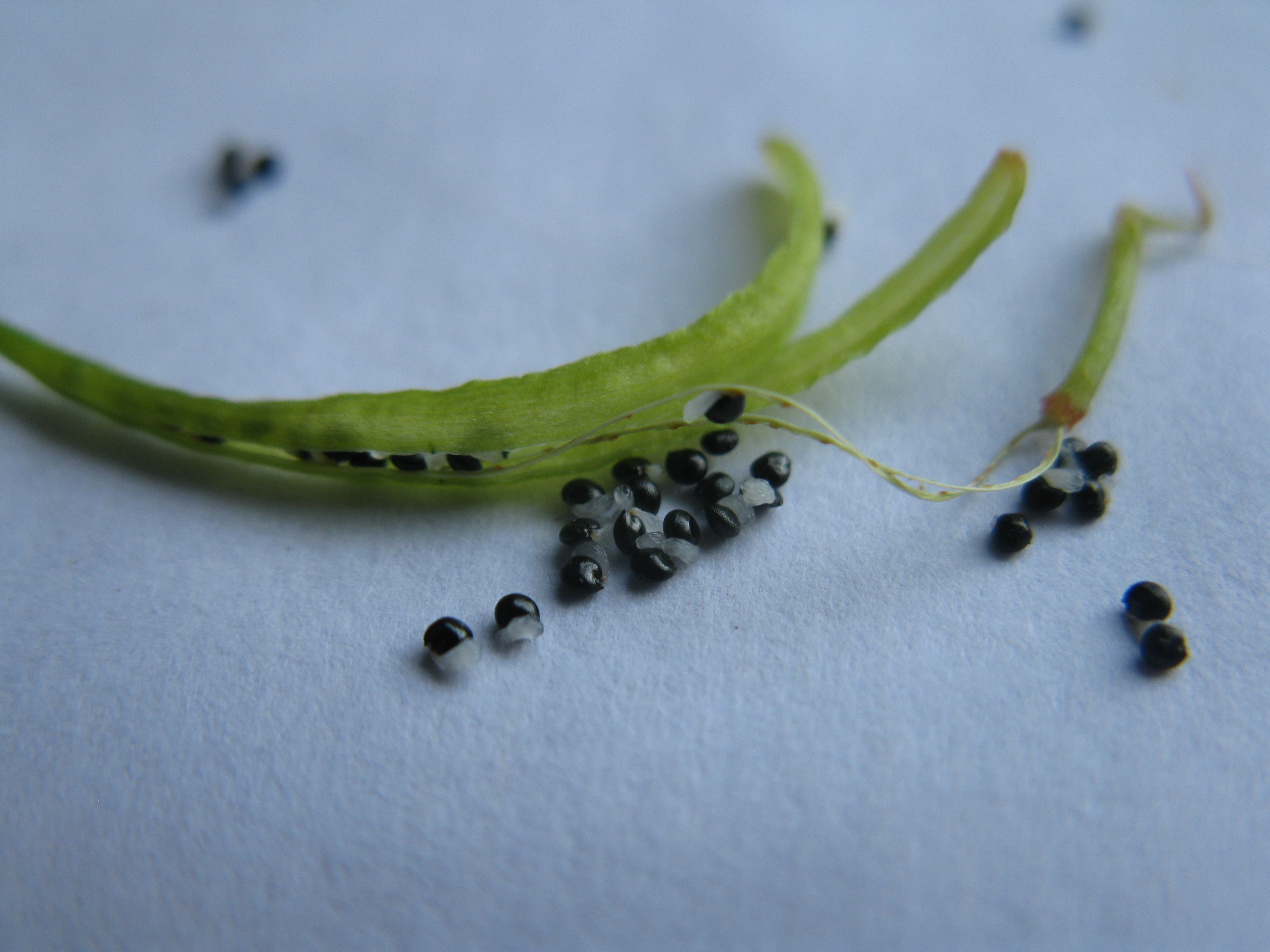